# جيمس لورانس جيتز
جيمس لورانس جيتز (بالإنجليزية: James Lawrence Getz)‏ هو صحفي وسياسي أمريكي، ولد في 14 سبتمبر 1821 بريدينغ في الولايات المتحدة، وتوفي بنفس المكان في 25 ديسمبر 1891. حزبياً، نشط في الحزب الديمقراطي. وقد انتخب List of speakers of the Pennsylvania House of Representatives ‏ وانتخب عضو مجلس نواب بنسيلفانيا وانتخب عضو مجلس النواب الأمريكي.